# Miss Barcelona
Miss Barcelona, connue aussi sous le nom de Cap de Barcelona, la Cara de Barcelona ou Le Visage de Barcelone est une sculpture de l'artiste américain Roy Lichtenstein, figure du pop-art, située à Barcelone.

## Historique
L'œuvre est située au nord du port de Barcelone, dans le Vieux port, sur le Passeig de Colom, la promenade menant de la Rambla à l'ancien quartier de pêcheurs de la Barceloneta, qui accueille notamment le Palais de la Mer et le Musée d'histoire de Catalogne.
Elle est réalisée avec la collaboration du sculpteur galicien Diego Delgado Rajado entre 1991 et 1992, avant les Jeux olympiques de 1992.
Une première version, en petit format, datée de 1987, fait partie des collections du MACBA, dans le quartier du Raval.